# Клопка (филм из 2007)
Клопка је филм Срдана Голубовића снимљен у српско-немачко-мађарској продукцији 2006. године, према роману "Клопка" Ненада Теофиловића.
Светска премијера филма је одржана на Берлинском филмском фестивалу 12. фебруара 2007. године у вантакмичарском делу фестивала и сврстан је у десет најзначајнијих филмова Берлинала.
У Берлину је 12.10.2007. године премијерно приказан у немачкој верзији: Клопка: Die Falle.
Академија филмских уметности и наука уврстила га је међу девет најбољих филмова у категорији ван енглеског говорног подручја за 2007. годину, али је остао без номинације за Оскара у овој категорији.
Филм је у Србији премијерно приказан 23. фебруара 2007. године, на међународном филмском фестивалу „ФЕСТ“ у Београду.
Сценарио за филм су написали Мелина Пота Кољевић и Срђан Кољевић, а главне улоге у тумаче: Небојша Глоговац, Наташа Нинковић, Аница Добра и Предраг Мики Манојловић.

## Радња
Радња "Клопке" одвија се у постмилошевићевској Србији у доба приватизације државних фирми и цветања криминала. Окосница радње је морална дилема: убити и помоћи детету или се препустити судбини.
Младен и Марија су обичан и срећан београдски млади брачни пар тзв. „средње класе“ друштва у ком живе као подстанари. Младен ради као грађевински инжењер у државној фирми, а Марија је наставница енглеског у основној школи. Радост налазе у свом сину јединцу, Немањи. Надају се бољим данима. Откривају да Немања има ретку срчану болест. Излечење је могуће уз операцију у страном медицинском центру која кошта 26.000 евра. Новац морају да пронађу веома брзо, јер сваки наредни Немањин срчани напад може да буде фаталан. Схватају да је то сума коју тешко могу да скупе. Банке одбијају да им дају кредит, а пријатељи немају довољно. Дају оглас у новинама, тражећи помоћ за операцију. После неколико недеља неизвесности и разочарања, мистериозни човек се јавља са сулудом понудом. Младен мора да убије извесног пословног човека с криминалним профилом...

## Улоге
| Глумац           | Улога              |
| ---------------- | ------------------ |
| Небојша Глоговац | Младен             |
| Наташа Нинковић  | Марија             |
| Аница Добра      | Јелена             |
| Мики Манојловић  | Коста Антић        |
| Марко Ђуровић    | Немања             |
| Дејан Чукић      | Петар Ивковић      |
| Богдан Диклић    | Доктор Лукић       |
| Младен Нелевић   | Марко              |
| Борис Исаковић   | Мома               |
| Вук Костић       | Ивковићев брат     |
| Милорад Мандић   | Старији инспектор  |
| Небојша Илић     | Службеник у банци  |
| Војин Ћетковић   | Влада              |
| Ана Марковић     | Службеница у пошти |
| Марија Бергам    | Алиса              |

## Награде
- Филм је 2007. године добио награду за најбољи сценарио на Фестивалу филмског сценарија у Врњачкој Бањи.[7]
- Филм је добио главну награду, Гран при, на 11. Софијском филмском фестивалу, једном од најзначајнијих филмских фестивала у региону, који је одржан од 1. до 11 марта 2007. године.[8]
- На међународном филмском фестивалу Чунгмуро у Сеулу 2008. године филм је освојио Гран при.[3]